# Robert Ifland
Franz Robert Ifland (* 5. Mai 1850 in Holleben; † 9. September 1915 in Bebra) war ein deutscher Dampfsägewerksbesitzer und Politiker.

## Leben
Ifland war der Sohn des Zimmermeisters und Gutsbesitzers Johann Friedrich Ifland und dessen Ehefrau Auguste geborene Hofmann. Er war evangelisch-lutherischen Glaubens und heiratete am 31. Dezember 1879 in Leipzig Emilie Eva Therese Wagner (* 3. August 1856 in Riestedt; † 21. Oktober 1944 in Sondershausen), die Tochter des Kaufmanns Johann Carl Wagner.
Ifland war Zimmermeister und Damof-Schneidemühlenbesitzer in Bebra. 1889 gründete er die Firma F.R. Ifland Ziegelei und Dampfsägewerk in Bebra bei Sondershausen. Er war Vertrauensmann der Norddeutschen Holzberufsgenossenschaft in der Unterherrschaft und in der Herzoglich gothaischen Enklave Körner.
Vom 26. Oktober 1893 bis zum 31. Dezember 1895 war er Abgeordneter im Landtag des Fürstentums Schwarzburg-Sondershausen.